# Пеликаньи острова
Пеликаньи острова — государственный природный комплексный заказник регионального значения на территории Крутинского района Омской области. Заказник захватывает несколько тростниковых островов в северно-восточной части озера Тенис, на которых гнездуется единственная в Омской области — и самая северная в мире — колония кудрявых пеликанов.

## История
Вплоть до второй половины XX века северным пределом гнездования кудрявого пеликана считалась ось Уфа—Курган. На территории современной Омской области этот вид считался залетным. Впервые пребывание кудрявых пеликанов на озере Тенис на протяжении целого сезона было отмечено в 1979 году — по всей видимости, они прилетели с озера Чёрного в Тюменской и Курганской областях. Регулярное пребывание пеликанов на Тенисе фиксируется с 1981 года, а гнездование — с 1984.
К 2000—2010-м материнская колония на озере Тенис породила выселки на озёрах Ачикуль, Сазыкуль, Салтаим, Ик, Мангут, Веселое и Кунчи. Летом пеликаны, гнездующиеся на Тенисе, были также замечены на озёрах Тобол-Кушлы, Щучьем, Нички, Кабанье, Крутинское, Кошара, Песчаное, Улугуль, Кызымбай и Черталы.
В результате проведённой в 2012 году государственной экологической экспертизы, колония пеликанов на озере Тенис была взята под государственную защиту. 26 июня 2013 года постановлением Правительства Омской области был создан государственный природный заказник регионального значения. 
По состоянию на 2012 год, популяция кудрявых пеликанов в колонии на Тенисе насчитывала около 350 особей.
В 2015 году неблагоприятные погодные условия и паводок вместе с общим повышением уровня воды в водоёме и потенциальным вмешательством рыбаков привели к разрушению плавучие острова, на которых живут пеликаны. Хотя птицы продолжали возвращаться на озеро, их число начало сокращаться, поставив омскую популяцию под угрозу. Пригодный для гнездования кудрявых пеликанов искусственный остров был сооружен на озере Тенис при общественной и государственной поддержке в 2016 году. В 2024 сообщалось о возобновении гнездования кудрявых пеликанов в границах природного заказника.